# 7106 Кондаков
7106 Кондаков (7106 Kondakov) — астероїд головного поясу, відкритий 8 серпня 1978 року.
Тіссеранів параметр щодо Юпітера — 3,280.